# Championnat d'Irlande féminin de football 2021
Navigation
Édition précédente Édition suivante
La saison 2021 du Championnat d'Irlande féminin de football (Women's National League) est la onzième saison du championnat. Le Peamount United Football Club vainqueur du championnat précédent remet son titre en jeu. Le sponsor principal de la compétition change. 
C'est SSE Airtricity qui devient le sponsor principal. La compétition porte donc commercialement son nom SSE Airtricity Women's National League. L'entreprise nationale de distribution de l'électricité et du gaz est ainsi le sponsor des deux championnats de football, le féminin et le masculin.

## Organisation
Après une saison perturbée par la pandémie de Covid-19, l'organisation de la compétition reprend un schéma classique. Le championnat s'organise en une poule dans laquelle chaque équipe rencontre trois fois chacune de ses opposantes. Les deux premières rencontres ont lieu une fois à domicile et une fois à l’extérieur. Le troisième match est tiré au sort. Chaque équipe joue donc soit 11 matchs à domicile et 10 matchs à l'extérieur, soit 10 matchs à domicile et 11 à l'extérieur. Le championnat connait une interruption de mi saison entre le 7 et le 25 juin.

## Participants
Ce tableau présente les neuf équipes qualifiées pour disputer le championnat 2021. On y trouve le nom des clubs, le nom des entraîneurs et leur nationalité, la date de création du club, l'année de la dernière montée au sein de l'élite, le nom des stades ainsi que la capacité de ces derniers.
| \| Shelbourne Peamount Bohemian Cork City Wexford Youths DLR Waves Galway Women Treaty United Athlone Town \| Localisation des clubs engagés dans le championnat. |
| Shelbourne Peamount Bohemian Cork City Wexford Youths DLR Waves Galway Women Treaty United Athlone Town                                                           |

| Nom du club                                   | Entraîneur                 | Date de création | Dernière montée | Stade                         | Capacité |
| --------------------------------------------- | -------------------------- | ---------------- | --------------- | ----------------------------- | -------- |
| Athlone Town Association Football Club Ladies | Tommy Hewitt               | 2020             | 2020            | Athlone Town Stadium          | 5 000    |
| Bohemian Football Club Women                  | Sean Byrne                 | 2020             | 2020            | Oscar Traynor Centre, Coolock | 1 000    |
| Cork City Women's Football Club               | Rónán Collins Paul Farrell | 2011             | 2011            | Bishopstown Stadium           | 2 000    |
| DLR Waves Football Club                       | Graham Kelly               | 2012             | 2012            | Jackson Park                  | -        |
| Galway Women Football Club                    | Billy Clery Stephen Lally  | 2013             | 2013            | Eamon Deacy Park              | 5 000    |
| Treaty United Women's Football Club           | Niall Connolly             | 2018             | 2020            | Markets Field                 | 5 000    |
| Peamount United Football Club                 | James O'Callaghan          | 1983             | 2011            | Greenogue                     | 1 000    |
| Shelbourne Ladies Football Club               | Noel King                  | 1994             | 2011            | Morton Stadium                | 4 000    |
| Wexford Youths Women's Football Club          | Tom Elmes Stephen Quinn    | 2007             | 2011            | Ferrycarrig Park              | 2 500    |

## Compétition

### Les temps forts de la saison
Le championnat s'ouvre le 27 mars 2021 par un choc au sommet, une rencontre opposant les deux derniers clubs vainqueurs du championnat, Wexford Youths recevant Peamount. Ce dernier s'impose sur le score de un but à zéro. Le Bohemian est le premier leader du championnat grâce à une victoire 6-2 sur Treaty United. Pour son retour dans le football après une longue période passée dans l'équipe première de football gaélique de Mayo GAA Rachel Kearns signe un triplé pour Galway.
Au premier tiers de la compétition, soit après huit journées, Peamount United domine le championnat avec huit victoires. Les dublinoises championnes en titre devancent un trio composé de Shelbourne Ladies, Wexford Youths WFC et DLR Waves. Toutes les autres équipes sont très loin derrière avec neuf points de retard pour les meilleures d'entre elles. Cork City WFC ferme la marche sans avoir remporté la moindre victoire.
Le 17 juin 2021 Cork, surprenant dernier du championnat sans avoir remporté la moindre victoire, se sépare de son entraîneur Rónán Collins pour engager Paul Farrell en traineur de plusieurs clubs du Munster, UCC ou Lakewood Athletic.
La onzième journée est marquée par la première défaite de la saison de Peamount United, une défaite 4 buts à 3 sur le terrain de ses dauphines du Shelbourne FC qui en profitent pour prendre la tête de la compétition. Cork, de son côté, quitte la dernière place du championnat en remportant sa toute première victoire.
Le 5 juillet 2021, lors de la fenêtre estivale des transferts, l'internationale de 26 ans, titulaire au milieu de terrain de Peamount Claire Walsh signe chez le champion d'Écosse, Glasgow City. Elle y rejoint deux internationales irlandaises Niamh Farrelly et Clare Shine. De son côté, le Shelbourne Ladies se renforce en faisant signer une autre internationale irlandaise Keeva Keenan en provenance elle du Celtic Women. Wexford Youth se renforce aussi et tente un pari sur l'avenir en faisant signer Della Doherty, capitaine de l'équipe irlandaise des moins de 17 ans en 2019.
Le mois de juillet est marqué par la lutte sans merci que se livrent les trois première équipes au classement. Peamount et Shelbourne se partagent en alternance la première place qui se joue à chaque journée à la différence de but Wexford les talonnent avec un point de retard, mais deux matchs d'avance. Ces trois équipes ont plus de dix points d'avance sur les quatrièmes, DLR Waves.
Lors de la 18e journée Wexford Youth bat Shelbourne 1-0. Cette victoire conjuguée à celle de Peamount donne trois points d'avance aux tenantes du titre sur Shelbourne et les placent en position extrêmement favorable pour le conserver.
Lors de la 22e journée, Peamount écrase son principal concurrent Shelbourne sur le score de 5 buts à 0. United s'empare de la tête du championnat avec un point d'avance mais aussi un match en retard. Plus personne ne semble donc être en mesure de lui contester le titre. le 16 octobre 2021, Peamount United poursuit sa course en avant en battant Athlone Town sur le score de 4 à 0. Deux victoires suffisent maintenant à remporter le titre devant Shelbourne LFC qui maintient une grosse pression sur le leader en multipliant les victoires.
Lors de la toute dernière journée et à la surprise générale, le Shelbourne Ladies s'empare du titre de championnes d'Irlande. Lors de cette dernière soirée, Shelbourne gagne son match à domicile contre Wexford sur le score de 3 buts à 2 et pendant le même temps Peamount United s'effondre à domicile devant Galway. Les championnes en titre, qui ont mené le championnat pendant la quasi-totalité de la saison se font doublement punir à domicile par Galway perdant la rencontre 2-5 et le titre par la même occasion. Pour Peamount la désillusion est d'autant plus grande que le club avait besoin de trois points lors de ses deux derniers matchs pour être champion mais un match nul contre DLR puis cette défaite contre Galway lui a fait perdre tous ses espoirs.

### Classement
| Rang | Équipe               | Pts | J  | G  | N | P  | Bp | Bc | Diff |
| ---- | -------------------- | --- | -- | -- | - | -- | -- | -- | ---- |
| 1    | Shelbourne Ladies    | 61  | 24 | 20 | 1 | 3  | 65 | 22 | +43  |
| 2    | Peamount United T    | 60  | 24 | 19 | 3 | 2  | 81 | 18 | +63  |
| 3    | Wexford Youths WFC C | 55  | 24 | 17 | 4 | 2  | 62 | 14 | +48  |
| 4    | DLR Waves            | 39  | 24 | 12 | 3 | 9  | 34 | 23 | +11  |
| 5    | Galway WFC           | 29  | 24 | 8  | 5 | 11 | 36 | 45 | -9   |
| 6    | Bohemian Women       | 19  | 24 | 5  | 4 | 15 | 30 | 51 | -21  |
| 7    | Athlone Town Ladies  | 19  | 24 | 4  | 7 | 12 | 27 | 59 | -32  |
| 8    | Cork City WFC        | 16  | 24 | 4  | 4 | 16 | 28 | 61 | -33  |
| 9    | Treaty United        | 9   | 24 | 2  | 3 | 19 | 27 | 95 | -68  |

| Légende : Qualifications et relégations | Légende : Qualifications et relégations                                |
| --------------------------------------- | ---------------------------------------------------------------------- |
|                                         | Ligue des champions féminine de l'UEFA 2022-2023                       |
|                                         | T : Tenant du titre P : Promu C : Vainqueur de la Coupe d'Irlande 2021 |

### Résultats
| Résultats (▼dom., ►ext.)                                   | ATH | BOH | COR | DLR | GAL | PEA | SHE | TRE | WEX |
| Athlone Town Ladies                                        |     | 2-3 | 2-2 | 0-1 | 1-2 | 1-2 | 0-2 | 3-3 | 1-3 |
| Bohemian Women                                             | 3-0 |     | 3-3 | 0-3 | 1-1 | 0-3 | 0-1 | 6-2 | 0-1 |
| Cork City WFC                                              | 2-2 | 1-0 |     | 0-1 | 0-2 | 0-5 | 0-3 | 2-3 | 1-3 |
| DLR Waves                                                  | 1-1 | 1-0 | 1-0 |     | 2-1 | 0-2 | 1-2 | 5-2 | 1-1 |
| Galway WFC                                                 | 3-4 | 3-1 | 3-3 | 0-2 |     | 0-3 | 1-2 | 4-1 | 0-1 |
| Peamount United                                            | 6-0 | 2-0 | 3-1 | 2-1 | 4-0 |     | 2-1 | 5-1 | 2-2 |
| Shelbourne LFC                                             | 5-0 | 3-2 | 1-0 | 2-1 | 5-0 | 4-3 |     | 7-2 | 0-0 |
| Treaty United                                              | 2-2 | 2-1 | 1-2 | 0-5 | 2-2 | 0-3 | 0-5 |     | 1-7 |
| Wexford Youths                                             | 1-0 | 7-1 | 4-1 | 3-1 | 5-0 | 0-1 | 1-0 | 2-1 |     |
| - Victoire à domicile - Match nul - Victoire à l'extérieur |     |     |     |     |     |     |     |     |     |

| Résultats (▼dom., ►ext.)                                   | ATH | BOH | COR | DLR | GAL | PEA  | SHE | TRE | WEX |
| Athlone Town Ladies                                        |     | 1-1 | 2-0 | 1-0 |     |      |     | 2-1 |     |
| Bohemian Women                                             |     |     | 2-0 |     |     | 0-3  | 1-3 | 5-1 |     |
| Cork City WFC                                              |     |     |     | 4-1 |     |      | 1-3 | 3-1 | 0-1 |
| DLR Waves                                                  |     | 1-0 |     |     | 2-0 | 0-0  |     |     | 0-1 |
| Galway WFC                                                 | 1-1 | 0-0 | 6-1 |     |     |      |     | 1-0 |     |
| Peamount United                                            | 4-0 |     | 8-1 |     | 2-5 |      | 5-0 |     |     |
| Shelbourne LFC                                             | 4-0 |     |     | 1-0 | 2-0 |      |     |     | 3-2 |
| Treaty United                                              |     |     |     | 1-3 |     | 0-10 | 0-6 |     | 0-4 |
| Wexford Youths                                             | 7-1 | 7-0 |     |     | 0-1 | 1-1  |     |     |     |
| - Victoire à domicile - Match nul - Victoire à l'extérieur |     |     |     |     |     |      |     |     |     |

### Évolution du classement
| Journée →           | 1 | 2 | 3 | 4 | 5 | 6 | 7 | 8 | 9 | 10 | 11 | 12 | 13 | 14 | 15 | 16 | 17 | 18 | 19 | 20 | 21 | 22 | 23 | 24 | 25 | 26 | 27 |
| Équipe              |   |   |   |   |   |   |   |   |   |    |    |    |    |    |    |    |    |    |    |    |    |    |    |    |    |    |    |
| ------------------- | - | - | - | - | - | - | - | - | - | -- | -- | -- | -- | -- | -- | -- | -- | -- | -- | -- | -- | -- | -- | -- | -- | -- | -- |
| Peamount United     | 3 | 4 | 2 | 1 | 1 | 1 | 1 | 1 | 1 | 1  | 2  | 1  | 1  | 2  | 1  | 1  | 1  | 1  | 1  | 1  | 2  | 1  | 1  | 1  | 1  | 1  | 2  |
| Shelbourne Ladies   | 2 | 1 | 1 | 5 | 3 | 3 | 3 | 2 | 2 | 2  | 1  | 2  | 2  | 1  | 2  | 2  | 2  | 2  | 2  | 2  | 1  | 2  | 3  | 2  | 2  | 2  | 1  |
| Wexford Youths WFC  | 7 | 6 | 3 | 2 | 2 | 2 | 2 | 3 | 3 | 3  | 3  | 3  | 3  | 3  | 3  | 3  | 3  | 3  | 3  | 3  | 3  | 3  | 2  | 3  | 3  | 3  | 3  |
| Cork City WFC       | 4 | 8 | 8 | 7 | 7 | 7 | 7 | 9 | 9 | 9  | 8  | 8  | 8  | 8  | 9  | 6  | 6  | 6  | 6  | 7  | 8  | 8  | 7  | 7  | 8  | 8  | 8  |
| Galway WFC          | 5 | 2 | 5 | 3 | 4 | 5 | 5 | 5 | 6 | 5  | 5  | 5  | 5  | 5  | 5  | 5  | 5  | 5  | 5  | 5  | 5  | 5  | 5  | 5  | 5  | 5  | 5  |
| DLR Waves           | 6 | 5 | 6 | 4 | 5 | 4 | 4 | 4 | 4 | 4  | 4  | 4  | 4  | 4  | 4  | 4  | 4  | 4  | 4  | 4  | 4  | 4  | 4  | 4  | 4  | 4  | 4  |
| Athlone Town Ladies | 8 | 7 | 7 | 8 | 8 | 8 | 8 | 6 | 7 | 8  | 9  | 9  | 9  | 9  | 8  | 9  | 9  | 9  | 9  | 9  | 7  | 7  | 8  | 8  | 7  | 7  | 7  |
| Treaty United       | 9 | 9 | 9 | 9 | 9 | 9 | 9 | 8 | 8 | 7  | 7  | 7  | 6  | 6  | 6  | 7  | 7  | 7  | 7  | 8  | 9  | 9  | 9  | 9  | 9  | 9  | 9  |
| Bohemian Women      | 1 | 3 | 4 | 6 | 6 | 6 | 6 | 7 | 5 | 6  | 6  | 6  | 7  | 7  | 7  | 8  | 8  | 8  | 8  | 6  | 6  | 6  | 6  | 6  | 6  | 6  | 6  |

### Meilleures buteuses
L'internationale irlandaise de Peamount United Áine O'Gorman remporte pour la deuxième fois consécutivement le classement des meilleures buteuses avec 16 buts en 26 matchs. Elle devance d'une unité Kylie Murphy l'attaquante de Wexford. Eleanor Ryan Doyle qui a longtemps été en tête du classement mais qui a été transférée vers l'Angleterre à la fin de l'été complète le podium exæquo avec la très jeune Ellen Molloy.
| Place              | Joueur             | Club       | Buts |
| ------------------ | ------------------ | ---------- | ---- |
| Médaille d'or      | Áine O'Gorman      | Peamount   | 16   |
| Médaille d'argent  | Kylie Murphy       | Wexford    | 15   |
| Médaille de bronze | Eleanor Ryan Doyle | Peamount   | 13   |
| Médaille de bronze | Ellen Molloy       | Wexford    | 13   |
| 5                  | Saoirse Noonan     | Shelbourne | 12   |
| 6                  | Jenna Slattery     | Treaty     | 10   |
| 7                  | Stephanie Roche    | Peamount   | 9    |
| -                  | Noelle Murray      | Shelbourne | 9    |
| -                  | Sadbh Doyle        | Peamount   | 9    |
| -                  | Sinead Taylor      | Wexford    | 9    |
| 11                 | Emily Whelan       | Shelbourne | 8    |
| -                  | Jessie Stapleton   | Shelbourne | 8    |
| 13                 | Lynsey McKey       | Galway     | 7    |
| -                  | Carla McManus      | DLR Waves  | 7    |
| -                  | Alannah McEvoy     | Peamount   | 7    |

### Récompenses de fin de saison
Le 1er décembre 2021, la FAI annonce les trophées de l'année. L'attaquante et capitaine de Wexford, Kylie Murphy, est nommé meilleure joueuse du championnat.
Áine O'Gorman reçoit le soulier d'or de la meilleure buteuse de la saison avec 16 buts.
L'équipe de l'année est composée des joueuses suivantes : Eve Badana (DLR Waves), Jessie Stapleton (Shelbourne), Lauren Dwyer (Wexford Youths), Savannah McCarthy (Galway WFC), Áine O'Gorman (Peamount United), Ciara Grant (Shelbourne), Karen Duggan (Peamount United), Aoibheann Clancy (Wexford Youths), Ciara Rossiter (Wexford Youths), Ellen Molloy (Wexford Youths), Kylie Murphy (Wexford Youths).

## Bilan de la saison
| Championnat d'Irlande féminin de football 2021        |                              |
| Champion                                              | Shelbourne Ladies (2e titre) |
| Coupes et trophées                                    |                              |
| Vainqueur de la Coupe d'Irlande 2021                  | Wexford Youths WFC           |
| Qualifications continentales                          |                              |
| Ligue des champions féminine de l'UEFA 2022-2023      | Shelbourne Ladies            |
| Promotions et relégations                             |                              |
| Promus en Championnat d'Irlande féminin de football   | Sligo Rovers FCW             |
| Relégués en Championnat d'Irlande féminin de football | Aucun                        |